# Erysimum coarctatum
Erysimum coarctatum är en korsblommig växtart som beskrevs av Merritt Lyndon Fernald. Erysimum coarctatum ingår i släktet kårlar, och familjen korsblommiga växter. Inga underarter finns listade i Catalogue of Life.